# Тростянец (Золочевский район)
Тростянец (укр. Тростянець) — село в Золочевской городской общине Золочевского района Львовской области Украины.
Население по переписи 2001 года составляло 404 человека. Занимает площадь 2,127 км². Почтовый индекс — 80745. Телефонный код — 3265.